# الوكالة الفرنسية للخبرة الفنية الدولية
الوكالة الفرنسية للخبرة الفنية الدولية (بالفرنسية Expertise France)  أو الوكالة الفرنسية للخبرة التقنية الدولية أو «إكسبرتيز فرانس» مقرها في باريس : هي مؤسسة عامة ذات طابع صناعي وتجاري تعمل تحت إشراف مزدوج من  قبل وزارة الخارجية الفرنسية ووزارة الصناعة الفرنسية، في إطار السياسة الخارجية للتطوير والتضامن من أجل الحفاظ على التأثير الفرنسي في الخارج.

## تاريخ نشوئها
كانت قد أنشأت في نهاية عام 2014 وافتتحت في 20 شباط  2015 بحضور وزير الخارجية والتنمية الدولية الفرنسية  السابق لوران فابيوس و وأنيك جيراردان سكرتير الدولة للتنمية و ميشيل سابان وزير الاقتصاد والتمويل.
وقد تشكلت هذه الوكالة من ستة أجهزة عامة كانت كلاً مهنا تابعة لوزارة محددة، وكانت تعمل بشكل غير متوافق بشكل كلي. 

## ظروف إنشاء وكالة جديدة
الدافع من إنشائها هو تبسيط الإجراءات الإدارية وتحسين وضوح وفعالية الخبرة في خدمة السلطات العامة.
هذه الوكالة تجمع وتدمج واجبات وصلاحيات ستة  من الأجهزة العامة للتعاون التقني الدولي:
- فرنسا للخبرات الدولية (مؤسسة عامة أنشئت في عام 2010 من GIP فرنسا للتعاون الدولي (FCI) تأسست في عام 2001) ،
- Adetef (GIP المساعدة في تنمية التجارة في التكنولوجيا الاقتصادية والمالية) ،
- GIP استير (GIP معا من أجل العلاجية والتضامن بين شبكات المستشفيات).
- GIP بين (GIP الدولية، العمل والتوظيف والتدريب المهني).
- GIP SPSI (GIP - protection sociale الدولية).
- ADECRI (وكالة التنمية والتنسيق في العلاقات الدولية (الأمن الاجتماعي).
- GIP-العدل للتعاون الدولي (GIP JCI) ، الذي نجح في عام 2012 إلى جمعية ACOJURIS (ولد في 1992 تحت اسم جمعية ARPEJE - جمعية التجديد من القانون التجاري مع أوروبا الوسطى والشرقية ),[5]
- GIP فرنسا Vétérinaire الدولية,[6]
- ADECIA (وكالة تنمية التعاون الدولي في مجالات الزراعة والأغذية المناطق الريفية) التي تم إنشاؤها في عام 2007,[7]
- المركز الدولي للدراسات pédagogiques (CIEP), مشغل متخصص من وزارة التربية الوطنية والتعليم العالي والبحث العلمي قطاع التعاون في مجالات التعليم والتدريب المهني والتعليم العالي هو واحد فقط من الأجزاء.
- Civipol مجلس الدولة (الأمن الداخلي والحماية المدنية),
- SFERE (الجمعية الفرنسية لتصدير الموارد التعليمية) ، ونتائج جمعية IUT الدولية (التي أعيدت تسميتها PROCOOPE في عام 1992).

## الحوكمة والإدارة
المدير الحالي هو سيباستيان موسنيرون دوبان وهو مستشار سابق للقضايا الاقتصادية والتجارة الخارجية في مكتب وزير الخارجية السابق لوران فابيوس و هو صديق شخصي له، وكان يعمل سابقاً كإداري في مجلس النواب الفرنسي قبل أن ينتقل للعمل مع لوران فابيوس.
يترأس مجلس الإدارة جان كريستوف دونيليه وهي بالأصل يأتي من وزارة التجارة والمال الفرنسية وقد شغل عدة مناصب دولية في فرنسا وفي خارجها.
 

## وصلات خارجية
- وزارة الشؤون الخارجية والأوروبية (فرنسا)